# Kasper Hvidt
Kasper Hvidt (Frederiksberg, Dánia, 1976. február 6. –) dán kézilabdakapus.
Kasper Hvidt az Ajax København csapatánál kezdte a kézilabda-pályafutását, mígnem külföldre, Spanyolországba szerződött. Egy szezon után azonban a német élcsapathoz, a TBV Lemgohoz igazolt. Ennél az együttesnél mindössze egy fél szezont töltött, és ez alatt az idő alatt elhódították a Német Szuperkupát.
2000 januárjában tehát ismét egy spanyol klubot választott, az Ademar Leónnal 2001-ben a spanyol bajnokságot, és a kupát is megnyerte. 4 és fél szezon után, 2004-ben váltott újból klubot, amikor úgy döntött, hogy a Portland San Antonio csapatában folytatja pályafutását. Ezzel a csapattal újból megnyerte a bajnokságot (2005), és a szuperkupát is. 2006-ban csapatával eljutott az EHF Bajnokok Ligája döntőjéig, ott azonban alulmaradtak a BM Ciudad Real csapatával szemben. 2007 óta az FC Barcelona játékosa.
Hvidt 1996. június 28-án viselhette először a dán kézilabda-válogatott mezét, amit azóta már több mint 170-szer magára ölthetett. Egy aranyérmet (2008) és három bronzérmet nyert az Európa-bajnokságokon (2002, 2004, 2006), és egyet a 2007-es világbajnokságon. A 2008-as Európa bajnokságon megválasztották a torna legjobb kapusának.